# Veyretia hassleri
Veyretia hassleri är en orkidéart som först beskrevs av Célestin Alfred Cogniaux, och fick sitt nu gällande namn av Dariusz Lucjan Szlachetko. Veyretia hassleri ingår i släktet Veyretia och familjen orkidéer. Inga underarter finns listade i Catalogue of Life.